# Onthophagus turpidoides
Onthophagus turpidoides es una especie de insecto del género Onthophagus, familia Scarabaeidae, orden Coleoptera.
Fue descrita científicamente por Kabakov en 2008.